# Karel Kodejška
Karel Kodejška (ur. 20 marca 1947 w Jiczynie) – czeski skoczek narciarski, reprezentant Czechosłowacji.
Jego największym sukcesem było wywalczenie złotego medalu na trzecich mistrzostwach świata w lotach narciarskich na skoczni Kulm w Tauplitz w 1975. W konkursie po pierwszej serii plasował się na dziesiątym miejscu i po drugim skoku awansował na miejsce pierwsze. Zakończył karierę w 1976 i pracował jako trener.

## Osiągnięcia
- 1975 – 1. miejsce na MŚ w lotach w Tauplitz
- 1973 – 3. miejsce na MŚ w lotach w Oberstdorfie
- 1974 – 6. miejsce na MŚ w skokach w Falun